# Stylosanthes bahiensis
Stylosanthes bahiensis là một loài thực vật có hoa trong họ Đậu. Loài này được L.'t Mannetje & G.P.Lewis miêu tả khoa học đầu tiên.